# Kreuz von Ternant

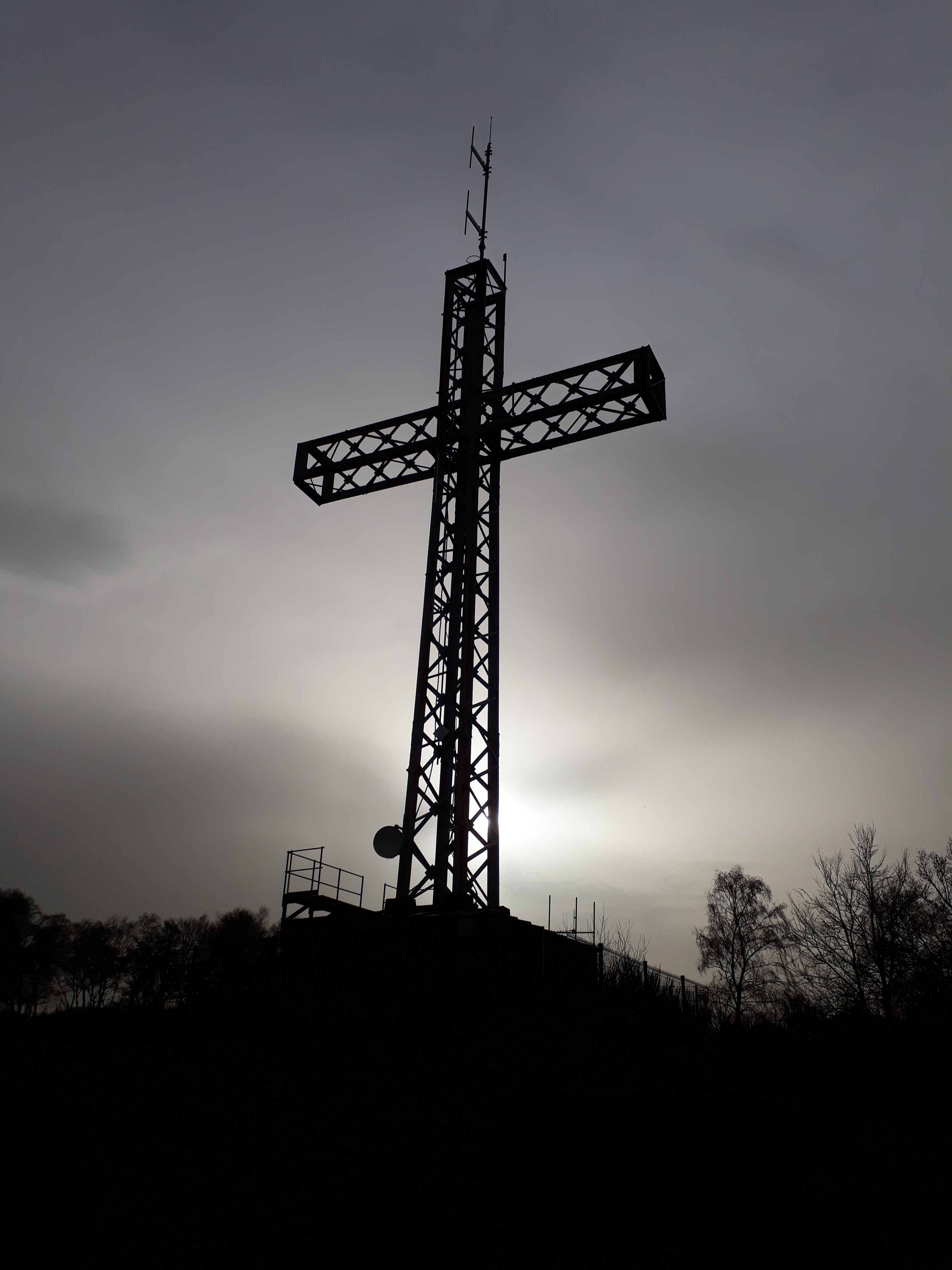
Das Kreuz von Ternant, an einem bewölkten Tag, von unten gesehen.

Das Kreuz von Ternant (französisch Croix de Ternant) ist ein 20 Meter hohes, als Stahlfachwerkkonstruktion ausgeführtes Kreuz in Ternant (Orcines), das auch als UKW-Sender dient. Folgende Radioprogramme werden abgestrahlt:
| Programm       | Frequenz  | Polarisation | Leistung (EPP) |
| -------------- | --------- | ------------ | -------------- |
| RCF            | 91,6 MHz  | vertikal     | 1 kW           |
| Radio Altitude | 97 MHz    | vertikal     | 1 kW           |
| Radio Arverne  | 100,2 MHz | vertikal     | 1 kW           |
| Logos FM       | 101,6 MHz | vertikal     | 0,5 kW         |